# Miwa Yoshida
Miwa Yoshida (jap. 吉田美和 Yoshida Miwa; ur. 6 maja 1965 w Ikeda na Hokkaido) – japońska muzyk, wokalistka zespołu Dreams Come True wykonującego muzykę R&B, aktywnego w przemyśle muzycznym od 1988 roku. Szacowany nakład ze sprzedaży albumów grupy wynosi 50 milionów egzemplarzy.